# SOX21
SOX21‏ (SRY-box 21) هوَ بروتين يُشَفر بواسطة جين SOX21 في الإنسان.